# والنا کاوا (تاکنا)
والنا کاوا (به اسپانیایی: Waña Q'awa) یک کوه در پرو است که در Peru, Tacna Region, Tacna Province, Palca District, Tacna واقع شده‌است. والنا کاوا ۴٬۰۰۰ متر بالاتر از سطح دریا واقع شده‌است.